# ورویر تورگومیان
ورویر خاچاطوری تورگومیان (ارمنی: Վրույր Խաչատուրի Թորգոմյան؛  زادهٔ ۲۵ دسامبر ۱۹۰۵ - درگذشته ۲۶ اوت ۱۹۷۹) یک ریاضی‌دان و مترجم اهل ارمنستان بود.

## زندگی‌نامه
در ۲۵ دسامبر ۱۹۰۵ در نور بایزت به دنیا آمد و از دانشگاه دولتی ایروان (۱۹۲۹) فارغ‌التحصیل شد. وی در دانشگاه ملی پلی‌تکنیک ارمنستان فعالیت می‌کرد.  وی همچنین برنده دانشمند شایسته ارمنستان شوروی (۱۹۶۵) شده است. وی در ۲۶ اوت ۱۹۷۹ در سن ۷۳ سالگی در ایروان درگذشت.